# Irena Karpa
 (mars 2017).
Si vous disposez d'ouvrages ou d'articles de référence ou si vous connaissez des sites web de qualité traitant du thème abordé ici, merci de compléter l'article en donnant les références utiles à sa vérifiabilité et en les liant à la section « Notes et références ».
Irena Karpa (en ukrainien : Ірена Карпа), née le 8 décembre 1980 à Tcherkassy en Ukraine, est une écrivaine, journaliste, et chanteuse ukrainienne.

## Biographie
Irena Karpa est ukrainophone. Du temps de l'Union soviétique, l'un de ses grands-pères, défenseur de la langue ukrainienne, a été déporté en Sibérie.
Elle est la chanteuse du groupe Faktychno Sami, renommé Qarpa (uk), depuis 2009.
En tant que chanteuse principale du groupe de rock Qarpa, elle combine des « paroles pleines d'esprit et des mélodies hard rock pour aborder les thèmes de la corruption du gouvernement, du patriarcat et des dangers de la guerre ».
Son premier livre est paru en 2000 alors qu'elle étudie à l'université linguistique nationale de Kiev. De 2005 à 2008, elle travaille pour la télévision (ICTV, Inter et MTV Ukraine).
Le 17 mai 2008, elle épouse le journaliste Anton Friedland dont elle divorce en 2009. En septembre 2009 elle épouse un financier américain du nom de Norman Paul Hansen. Ils ont deux filles. C'est une activiste qui a beaucoup agi lors de l'Euromaïdan.[réf. nécessaire]
En 2014, elle soutient la campagne sur Facebook « Ne te donne pas aux Russes » qui vise à attirer l'attention sur la situation en Crimée.
Elle vit depuis plusieurs années en France.

## Publications
- Знес Паленого (2000)
- 50 хвилин трави (2004)
- Фройд би плакав (2004)
- Перламутрове Порно (Супермаркет самотності) (2005)
- Bitches Get Everything (2007)
- Супермаркет самотності. Перламутрове порно (2008)
- Добло і зло (2008)
- Цукерки, фрукти і ковбаси (2010)
- Піца Гімалаї  (2011)
- З роси, води і калабані (2012)

## Traductions en français
- Irena Karpa (trad. Iryna Dmytrychyn et Emmanuel Ruben), « Le plus haut lac des Carpates », dans Iryna Dmytrychyn et Emmanuel Ruben (dir.), Hommage à l'Ukraine, Stock, coll. « La Cosmopolite », 2022 (ISBN 978-2-234-09455-0)